# Indonézia az 1996. évi nyári olimpiai játékokon
Indonézia az egyesült államokbeli Atlantában megrendezett 1996. évi nyári olimpiai játékok egyik részt vevő nemzete volt. Az országot az olimpián 11 sportágban 40 sportoló képviselte, akik összesen 4 érmet szereztek.

## Érmesek
| Érem  | Versenyző                            | Sportág     | Versenyszám |
| ----- | ------------------------------------ | ----------- | ----------- |
| Arany | Rexy Mainaky Ricky Subagja           | Tollaslabda | Női páros   |
| Ezüst | Mia Audina                           | Tollaslabda | Női egyes   |
| Bronz | Antonius Budi Ariantho Denny Kantono | Tollaslabda | Női páros   |
| Bronz | Susi Susanti                         | Tollaslabda | Női egyes   |

## Asztalitenisz
Férfi
| Versenyző    | Versenyszám | Csoportkör                                                                                | Csoportkör | Nyolcaddöntő      | Negyeddöntő       | Elődöntő          | Döntő             | Helyezés |
| Versenyző    | Versenyszám | Ellenfél Eredmény                                                                         | Hely.      | Ellenfél Eredmény | Ellenfél Eredmény | Ellenfél Eredmény | Ellenfél Eredmény | Helyezés |
| ------------ | ----------- | ----------------------------------------------------------------------------------------- | ---------- | ----------------- | ----------------- | ----------------- | ----------------- | -------- |
| Anton Suseno | Egyes       | O csoport · Andrzej Grubba (POL) · 0:2 · Macusita Kódzsi (JPN) · 0:2 · Joe Ng (CAN) · 2:0 | 3.         | kiesett           | kiesett           | kiesett           | kiesett           | 33.      |

Női
| Versenyző               | Versenyszám | Csoportkör                                                                                             | Csoportkör | Nyolcaddöntő      | Negyeddöntő       | Elődöntő          | Döntő             | Helyezés |
| Versenyző               | Versenyszám | Ellenfél Eredmény                                                                                      | Hely.      | Ellenfél Eredmény | Ellenfél Eredmény | Ellenfél Eredmény | Ellenfél Eredmény | Helyezés |
| ----------------------- | ----------- | --- | ---------- | ----------------- | ----------------- | ----------------- | ----------------- | -------- |
| Rossy Pratiwi Dipoyanti | Egyes       | M csoport · Bátorfi Csilla (HUN) · 0:2 · Flyura Abbate-Bulatova (ITA) · 0:2 · Shirley Zhou (AUS) · 0:2 | 4.         | kiesett           | kiesett           | kiesett           | kiesett           | 49.      |

## Atlétika
Férfi
| Versenyző    | Versenyszám | Eredmény | Helyezés |
| ------------ | ----------- | -------- | -------- |
| Ethel Hudson | Maraton     | 2:26:02  | 72.      |

## Cselgáncs
Férfi
| Versenyző   | Versenyszám | Selejtező         | 32-es főtábla         | Nyolcaddöntő      | Negyeddöntő       | Elődöntő          | Vigaszág első kör | Vigaszág negyeddöntő | Vigaszág elődöntő | Bronz- mérkőzés   | Döntő             | Helyezés |
| Versenyző   | Versenyszám | Ellenfél Eredmény | Ellenfél Eredmény     | Ellenfél Eredmény | Ellenfél Eredmény | Ellenfél Eredmény | Ellenfél Eredmény | Ellenfél Eredmény    | Ellenfél Eredmény | Ellenfél Eredmény | Ellenfél Eredmény | Helyezés |
| ----------- | ----------- | ----------------- | --------------------- | ----------------- | ----------------- | ----------------- | ----------------- | -------------------- | ----------------- | ----------------- | ----------------- | -------- |
| Krisna Bayu | Középsúly   | erőnyerő          | León Villar (ESP) · V | kiesett           | kiesett           | kiesett           |                   |                      |                   |                   |                   | 21.      |

## Íjászat
Női
| Versenyző                                                       | Versenyszám | Selejtező | Selejtező | 64-es főtábla                           | 32-es főtábla                         | Nyolcaddöntő                                                                           | Negyeddöntő       | Elődöntő          | Döntő             | Helyezés |
| Versenyző                                                       | Versenyszám | Pont      | Kiemelt   | Ellenfél Eredmény                       | Ellenfél Eredmény                     | Ellenfél Eredmény                                                                      | Ellenfél Eredmény | Ellenfél Eredmény | Ellenfél Eredmény | Helyezés |
| --------------------------------------------------------------- | ----------- | --------- | --------- | --------------------------------------- | ------------------------------------- | -------------------------------------------------------------------------------------- | ----------------- | ----------------- | ----------------- | -------- |
| Nurfitriyana Saiman-Lantang                                     | Egyéni      | 600       | 55.       | Anna Mozsar (KAZ) (10.) · 155–153       | Barbara Mensing (GER) (42.) · 141–144 | kiesett                                                                                | kiesett           | kiesett           | kiesett           | 32.      |
| Danahuri Dahliana                                               | Egyéni      | 615       | 51.       | Giovanna Aldegani (ITA) (14.) · 153–157 | kiesett                               | kiesett                                                                                | kiesett           | kiesett           | kiesett           | 36.      |
| Hamdiah Damanhuri                                               | Egyéni      | 639       | 25.       | Séverine Bonal (FRA) (40.) · 151–156    | kiesett                               | kiesett                                                                                | kiesett           | kiesett           | kiesett           | 42.      |
| Danahuri Dahliana Hamdiah Damanhuri Nurfitriyana Saiman-Lantang | Csapat      | 615       | 13.       |                                         |                                       | Ukrajna (UKR) · Natalija Biluha · Lina Heraszimenko · Olena Szadovnicsa (4.) · 208–246 | kiesett           | kiesett           | kiesett           | 15.      |

## Ökölvívás
| Versenyző            | Versenyszám   | Selejtező                        | Nyolcaddöntő                  | Negyeddöntő                | Elődöntő          | Döntő             | Helyezés |
| Versenyző            | Versenyszám   | Ellenfél Eredmény                | Ellenfél Eredmény             | Ellenfél Eredmény          | Ellenfél Eredmény | Ellenfél Eredmény | Helyezés |
| -------------------- | ------------- | -------------------------------- | ----------------------------- | -------------------------- | ----------------- | ----------------- | -------- |
| La Paene Masara      | Papírsúly     | Peter Baláž (SVK) · 13–3         | Jesús Martínez (MEX) · 8–1    | Rafael Lozano (ESP) · 9–10 | kiesett           | kiesett           | 8.       |
| Hermensen Ballo      | Légsúly       | Guy-Elie Boulingui (GAB) · 6–2   | Lunka Zoltán (GER) · 12–18    | kiesett                    | kiesett           | kiesett           | 9.       |
| Nemo Bahari          | Pehelysúly    | Rogério Dezorzi (BRA) · 3–12     | kiesett                       | kiesett                    | kiesett           | kiesett           | 17.      |
| Hendrik Simangunsong | Nagyváltósúly | Alexander Kwangwari (ZIM) · 12–1 | Jermahan Ibraimov (KAZ) · RSC | kiesett                    | kiesett           | kiesett           | 9.       |

RSC - a mérkőzésvezető megállította a mérkőzést

## Röplabda

### Strandröplabda

#### Férfi
| Versenyző                | 1. forduló                                                | 2. forduló        | 3. forduló        | 4. forduló        | Reményág                                                 | Reményág          | Reményág          | Reményág          | Reményág          | Elődöntő          | Döntő             | Helyezés |
| Versenyző                | 1. forduló                                                | 2. forduló        | 3. forduló        | 4. forduló        | 1. forduló                                               | 2. forduló        | 3. forduló        | 4. forduló        | 5. forduló        | Elődöntő          | Döntő             | Helyezés |
| Versenyző                | Ellenfél Eredmény                                         | Ellenfél Eredmény | Ellenfél Eredmény | Ellenfél Eredmény | Ellenfél Eredmény                                        | Ellenfél Eredmény | Ellenfél Eredmény | Ellenfél Eredmény | Ellenfél Eredmény | Ellenfél Eredmény | Ellenfél Eredmény | Helyezés |
| ------------------------ | --------------------------------------------------------- | ----------------- | ----------------- | ----------------- | -------------------------------------------------------- | ----------------- | ----------------- | ----------------- | ----------------- | ----------------- | ----------------- | -------- |
| Mohamed Nurmufid Markoji | Spanyolország (ESP) · Javier Bosma · Sixto Jiménez · 7–15 |                   |                   |                   | Argentína (ARG) · Eduardo Martínez · Martín Conde · 5–15 | kiesett           | kiesett           | kiesett           | kiesett           | kiesett           | kiesett           | 17.      |

#### Női
| Versenyző                      | 1. forduló                                                  | 2. forduló                                          | 3. forduló        | 4. forduló        | Reményág                                           | Reményág                                                 | Reményág          | Reményág          | Reményág          | Elődöntő          | Döntő             | Helyezés |
| Versenyző                      | 1. forduló                                                  | 2. forduló                                          | 3. forduló        | 4. forduló        | 1. forduló                                         | 2. forduló                                               | 3. forduló        | 4. forduló        | 5. forduló        | Elődöntő          | Döntő             | Helyezés |
| Versenyző                      | Ellenfél Eredmény                                           | Ellenfél Eredmény                                   | Ellenfél Eredmény | Ellenfél Eredmény | Ellenfél Eredmény                                  | Ellenfél Eredmény                                        | Ellenfél Eredmény | Ellenfél Eredmény | Ellenfél Eredmény | Ellenfél Eredmény | Ellenfél Eredmény | Helyezés |
| ------------------------------ | ----------------------------------------------------------- | --------------------------------------------------- | ----------------- | ----------------- | -------------------------------------------------- | -------------------------------------------------------- | ----------------- | ----------------- | ----------------- | ----------------- | ----------------- | -------- |
| Timy Yudhani Rahayu Etta Kaize | Kanada (CAN) · Margo Malowney · Barb Broen-Ouelette · 15–10 | Brazília (BRA) · Sandra Pires · Jackie Silva · 2–15 |                   |                   | Mexikó (MEX) · Mayra Huerta · Velia Eguiluz · 15–5 | Japán (JPN) · Fudzsita Szacsiko · Takahasi Jukiko · 0–15 | kiesett           | kiesett           | kiesett           | kiesett           | kiesett           | 13.      |

## Súlyemelés
| Versenyző     | Versenyszám | Szakítás | Szakítás | Lökés    | Lökés    | Összesen | Helyezés |
| Versenyző     | Versenyszám | Eredmény | Helyezés | Eredmény | Helyezés | Összesen | Helyezés |
| ------------- | ----------- | -------- | -------- | -------- | -------- | -------- | -------- |
| Hari Setiawan | 54 kg       | 105,0    | 14.*     | 145,0    | 5.*      | 250,0    | 12.      |

* - másik versenyzővel azonos eredményt ért el

## Tenisz
Női
| Versenyző                       | Versenyszám | 64-es főtábla                     | 32-es főtábla                                                          | Nyolcaddöntő                                               | Negyeddöntő       | Elődöntő          | Bronz- mérkőzés   | Döntő             | Helyezés |
| Versenyző                       | Versenyszám | Ellenfél Eredmény                 | Ellenfél Eredmény                                                      | Ellenfél Eredmény                                          | Ellenfél Eredmény | Ellenfél Eredmény | Ellenfél Eredmény | Ellenfél Eredmény | Helyezés |
| ------------------------------- | ----------- | --------------------------------- | ---------------------------------------------------------------------- | ---------------------------------------------------------- | ----------------- | ----------------- | ----------------- | ----------------- | -------- |
| Yayuk Basuki                    | Egyes       | Karina Habšudová (SVK) · 3–6, 3–6 | kiesett                                                                | kiesett                                                    | kiesett           | kiesett           | kiesett           | kiesett           | 33.      |
| Yayuk Basuki Romana Tedjakusuma | Páros       |                                   | Románia (ROU) · Cătălina Cristea · Ruxandra Dragomir · mérkőzés nélkül | Csehország (CZE) · Jana Novotná · Helena Suková · 2–6, 3–6 | kiesett           | kiesett           | kiesett           | kiesett           | 9.       |

## Tollaslabda
| Versenyző                            | Versenyszám  | Selejtező                                     | 32-es főtábla                                                     | Nyolcaddöntő                                                       | Negyeddöntő                                                                          | Elődöntő                                                     | Döntő                                                                             | Helyezés |
| Versenyző                            | Versenyszám  | Ellenfél Eredmény                             | Ellenfél Eredmény                                                 | Ellenfél Eredmény                                                  | Ellenfél Eredmény                                                                    | Ellenfél Eredmény                                            | Ellenfél Eredmény                                                                 | Helyezés |
| ------------------------------------ | ------------ | --------------------------------------------- | ----------------------------------------------------------------- | ------------------------------------------------------------------ | ------------------------------------------------------------------------------------ | ------------------------------------------------------------ | --------------------------------------------------------------------------------- | -------- |
| Hariyanto Arbi                       | Férfi egyes  | erőnyerő                                      | Dípankar Bhattacsarja (IND) · 15–5, 15–4                          | Liu En-Hung (TPE) · 15–0, 15–7                                     | I Gvangdzsin (Lee Gwang-jin) (KOR) · 15–0, 15–13                                     | Poul-Erik Høyer Larsen (DEN) · 11–15, 6–15                   | Bronzmérkőzés · Adul Sidek Mohamed (MAS) · 15–5, 11–15, 6–15                      | 4.       |
| Alan Budikusuma                      | Férfi egyes  | erőnyerő                                      | Tomas Johansson (SWE) · 15–5, 15–1                                | Sun Jun (CHN) · 15–5, 15–6                                         | Poul-Erik Høyer Larsen (DEN) · 5–15, 9–15                                            | kiesett                                                      | kiesett                                                                           | 5.       |
| Joko Supriyanto                      | Férfi egyes  | erőnyerő                                      | Pontus Jäntti (FIN) · 15–1, 15–5                                  | Jens Olsson (SWE) · 15–11, 15–12                                   | Adul Sidek Mohamed (MAS) · 5–15, 12–15                                               | kiesett                                                      | kiesett                                                                           | 5.       |
| Mia Audina                           | Női egyes    | erőnyerő                                      | Christine Magnusson (SWE) · 11–6, 11–1                            | Kelly Morgan (GBR) · 11–2, 4–11, 12–9                              | Camilla Martin (DEN) · 11–6, 8–11, 11–5                                              | Kim Dzsihjon (Kim Ji-hyeon) (KOR) · 11–6, 9–11, 11–1         | Pang Szuhjon (Bang Su-hyeon) (KOR) · 6–11, 7–11                                   |          |
| Susi Susanti                         | Női egyes    | erőnyerő                                      | Doris Piché (CAN) · 11–1, 11–3                                    | Katarzyna Krasowska (POL) · 11–4, 11–0                             | Han Jingna (CHN) · 3–11, 11–4, 11–8                                                  | Pang Szuhjon (Bang Su-hyeon) (KOR) · 9–11, 8–11              | Bronzmérkőzés · Kim Dzsihjon (Kim Ji-hyeon) (KOR) · 11–4, 11–1                    |          |
| Yuliani Sentoso                      | Női egyes    | Ulada Csarnyavszkaja (BLR) · 6–11, 11–3, 11–1 | Anne Søndergaard (DEN) · 11–1, 11–3                               | Yao Yan (CHN) · 6–11, 5–11                                         | kiesett                                                                              | kiesett                                                      | kiesett                                                                           | 9.       |
| Rexy Mainaky Ricky Subagja           | Férfi páros  |                                               | erőnyerő                                                          | Dánia (DEN) · Henrik Svarrer · Michael Søgaard · 15–10, 15–7       | Kína (CHN) · Huang Zhanzhong · Jiang Xin · 15–7, 15–7                                | Malajzia (MAS) · Soo Beng Kiang · Tan Kim Her · 15–3, 15–5   | Malajzia (MAS) · Cheah Soon Kit · Yap Kim Hock · 5–15, 15–13, 15–12               |          |
| Antonius Budi Ariantho Denny Kantono | Férfi páros  |                                               | erőnyerő                                                          | Dánia (DEN) · Christian Jakobsen · Jens Eriksen · 15–8, 15–12      | Oroszország (RUS) · Andrej Antropov · Nyikolaj Zujev · 15–5, 15–1                    | Malajzia (MAS) · Cheah Soon Kit · Yap Kim Hock · 10–15, 4–15 | Bronzmérkőzés · Malajzia (MAS) · Soo Beng Kiang · Tan Kim Her · 15–4, 12–15, 15–8 |          |
| Bambang Supriyanto Rudy Gunawan      | Férfi páros  |                                               | erőnyerő                                                          | Malajzia (MAS) · Soo Beng Kiang · Tan Kim Her · 13–18, 15–4, 6–15  | kiesett                                                                              | kiesett                                                      | kiesett                                                                           | 9.       |
| Eliza Nathanael Zelin Resiana        | Női páros    |                                               | Svédország (SWE) · Margit Borg · Maria Bengtsson · 15–6, 15–13    | Új-Zéland (NZL) · Rhona Robertson · Tammy Jenkins · 15–9, 15–2     | Kína (CHN) · Ge Fei · Gu Jun · 7–15, 3–15                                            | kiesett                                                      | kiesett                                                                           | 5.       |
| Finarsih Lili Tampi                  | Női páros    |                                               | Ausztrália (AUS) · Amanda Hardy · Rhonda Cator · 15–9, 15–4       | Kína (CHN) · Qin Yiyuan · Tang Yongshu · 1–15, 15–4, 6–15          | kiesett                                                                              | kiesett                                                      | kiesett                                                                           | 9.       |
| Rosalina Riseu Flandy Limpele        | Vegyes páros |                                               | Nagy-Britannia (GBR) · Julie Bradbury · Simon Archer · 15–5, 15–6 | Dánia (DEN) · Helene Kirkegaard · Jens Eriksen · 10–15, 15–9, 15–9 | Kína (CHN) · Szun Man (Sun Man) · Liu Jianjun · 2–15, 15–5, 7–15                     | kiesett                                                      | kiesett                                                                           | 5.       |
| Minarti Timur Trikus Haryanto        | Vegyes páros |                                               | Oroszország (RUS) · Marina Jakuseva · Nyikolaj Zujev · 15–6, 15–6 | Svédország (SWE) · Astrid Crabo · Jan-Eric Antonsson · 15–5, 18–13 | Dél-Korea (KOR) · Kil Jonga (Gir Yeong-a) · Kim Dongmun (Kim Dong-mun) · 4–15, 13–15 | kiesett                                                      | kiesett                                                                           | 5.       |

## Úszás
Férfi
| Versenyző        | Versenyszám | Előfutam | Előfutam | Előfutam | Döntő   | Döntő   | Döntő   | Helyezés |
| Versenyző        | Versenyszám | Idő      | Hely.    | Össz.    | Típus   | Idő     | Hely.   | Helyezés |
| ---------------- | ----------- | -------- | -------- | -------- | ------- | ------- | ------- | -------- |
| Richard Sam Bera | 50 m gyors  | 23,80    | 6.       | 44.      | kiesett | kiesett | kiesett | kiesett  |
| Richard Sam Bera | 100 m gyors | 51,25    | 8.       | 34.      | kiesett | kiesett | kiesett | kiesett  |

## Vitorlázás
Férfi
| Versenyző     | Versenyszám     | Futam | Futam | Futam | Futam | Futam | Futam | Futam    | Futam | Futam | Pontszám | Helyezés |
| Versenyző     | Versenyszám     | 1     | 2     | 3     | 4     | 5     | 6     | 7        | 8     | 9     | Pontszám | Helyezés |
| ------------- | --------------- | ----- | ----- | ----- | ----- | ----- | ----- | -------- | ----- | ----- | -------- | -------- |
| Oka Sulaksana | Szörfvitorlázás | (21)  | 7     | 15    | 9     | 13    | 18    | (47 PMS) | 14    | 5     | 81,0     | 13.      |